# Pływanie na Igrzyskach Azjatyckich 2010
Pływanie na Igrzyskach Azjatyckich 2010 odbyło się w hali pływackiej Aoti Aquatics Centre w Guanghzou w dniach 13 – 18 listopada 2010. Tabelę medalową zawodów zdominowali gospodarze igrzysk, którzy sięgnęli po 22 złote medale. Pływanie jako dyscyplina sportowa podczas igrzysk azjatyckich została rozegrana po raz szesnasty w historii. 

## Medaliści

### Mężczyźni
| Konkurencja                      |                                                                       |                                                                                    |                                                                                         |
| -------------------------------- | --------------------------------------------------------------------- | ---------------------------------------------------------------------------------- | --------------------------------------------------------------------------------------- |
| 50 m stylem dowolnym             | Lü Zhiwu 22.37                                                        | Masayuki Kishida 22.45                                                             | Rammaru Harada 22.84                                                                    |
| 100 m stylem dowolnym            | Park Tae-hwan                                                         | Lü Zhiwu                                                                           | Takurō Fujii                                                                            |
| 200 m stylem dowolnym            | Park Tae-hwan 1:44.80 AR                                              | Sun Yang 1:46.25                                                                   | Takeshi Matsuda 1:47.73                                                                 |
| 400 m stylem dowolnym            | Park Tae-hwan                                                         | Sun Yang                                                                           | Zhang Lin                                                                               |
| 1500 m stylem dowolnym           | Sun Yang                                                              | Park Tae-hwan                                                                      | Zhang Lin                                                                               |
|                                  |                                                                       |                                                                                    |                                                                                         |
| 50 m stylem grzbietowym          | Jun’ya Koga                                                           | Ryōsuke Irie                                                                       | Cheng Feiyi                                                                             |
| 100 m stylem grzbietowym         | Ryōsuke Irie                                                          | Jun’ya Koga                                                                        | Sun Xiaolei                                                                             |
| 200 m stylem grzbietowym         | Ryōsuke Irie 1:55.45                                                  | Zhang Fenglin 1:57.53                                                              | Cheng Feiyi 1:58.93                                                                     |
|                                  |                                                                       |                                                                                    |                                                                                         |
| 50 m stylem klasycznym           | Xie Zhi 27.80                                                         | Ryō Tateishi 27.86                                                                 | Li Xiayan 27.89                                                                         |
| 100 m stylem klasycznym          | Ryō Tateishi 1:00.38                                                  | Władisław Poliakow 1:01.03                                                         | Wang Shuai 1:01.71                                                                      |
| 200 m stylem klasycznym          | Naoya Tomita                                                          | Xue Ruipeng Choi Kyu-woong                                                         | −                                                                                       |
|                                  |                                                                       |                                                                                    |                                                                                         |
| 50 m stylem motylkowym           | Zhou Jiawei                                                           | Masayuki Kishida                                                                   | Virdhawal Khade                                                                         |
| 100 m stylem motylkowym          | Zhou Jiawei 51.83                                                     | Takurō Fujii 51.85                                                                 | Wu Peng 52.72                                                                           |
| 200 m stylem motylkowym          | Takeshi Matsuda 1:54.02                                               | Ryusuke Sakata 1:55.23                                                             | Chen Yin 1:55.29                                                                        |
|                                  |                                                                       |                                                                                    |                                                                                         |
| 200 m stylem zmiennym ind.       | Ken Takakuwa                                                          | Wang Shun                                                                          | Yūya Horihata                                                                           |
| 400 m stylem zmiennym ind.       | Yūya Horihata 4:13.35                                                 | Huang Chaosheng 4:13.38                                                            | Ken Takakuwa 4:16.42                                                                    |
|                                  |                                                                       |                                                                                    |                                                                                         |
| Sztafeta 4×100 m stylem dowolnym | Chiny · Shi Tengfei · Jiang Haiqi · Shi Runqiang · Lü Zhiwu           | Japonia · Takurō Fujii · Rammaru Harada · Shunsuke Kuzuhara · Sho Uchida           | Korea Południowa · Kim Yong-sik · Bae Joon-mo · Park Seon-kwan · Park Tae-hwan          |
|                                  |                                                                       |                                                                                    |                                                                                         |
| Sztafeta 4×200 m stylem dowolnym | Chiny 7:07.68 · Zhang Lin · Jiang Haiqi · Li Yunqi · Sun Yang         | Japonia 7:10.39 · Yuki Kobori · Sho Uchida · Shunsuke Kuzuhara · Takeshi Matsuda   | Korea Południowa 7:24.14 · Bae Joon-mo · Jang Sang-jin · Lee Hyun-seung · Park Tae-hwan |
|                                  |                                                                       |                                                                                    |                                                                                         |
| Sztafeta 4×100 m stylem zmiennym | Japonia · Ryōsuke Irie · Ryō Tateishi · Takurō Fujii · Rammaru Harada | Korea Południowa · Park Seon-kwan · Choi Kyu-woong · Jeong Doo-hee · Park Tae-hwan | Kazachstan · Stanisław Osinskij · Władisław Poliakow · Fefor Szkiłow · Stanisław Kuzmin |

### Kobiety
| Konkurencja                      |                                                          |                                                                       |                                                                                  |
| -------------------------------- | -------------------------------------------------------- | --------------------------------------------------------------------- | -------------------------------------------------------------------------------- |
| 50 m stylem dowolnym             | Li Zhesi                                                 | Tang Yi                                                               | Yayoi Matsumoto                                                                  |
| 100 m stylem dowolnym            | Tang Yi                                                  | Li Zhesi                                                              | Haruka Ueda                                                                      |
| 200 m stylem dowolnym            | Zhu Qianwei 1:56.65                                      | Tang Yi 1:57.08                                                       | Hanae Ito 1:58.24                                                                |
| 400 m stylem dowolnym            | Shao Yiwen                                               | Liu Jing                                                              | Seo Youn-jeong                                                                   |
| 800 m stylem dowolnym            | Li Xuanxu                                                | Shao Yiwen                                                            | Maiko Fujino                                                                     |
|                                  |                                                          |                                                                       |                                                                                  |
| 50 m stylem grzbietowym          | Gao Chang                                                | Aya Terakawa                                                          | Xu Tianlongzi                                                                    |
| 100 m stylem grzbietowym         | Zhao Jing                                                | Shiho Sakai                                                           | Chang Gao                                                                        |
| 200 m stylem grzbietowym         | Zhao Jing                                                | Shiho Sakai                                                           | Aya Terakawa                                                                     |
|                                  |                                                          |                                                                       |                                                                                  |
| 50 m stylem klasycznym           | Wang Randi                                               | Zhao Jin                                                              | Satomi Suzuki                                                                    |
| 100 m stylem klasycznym          | Ji Liping                                                | Satomi Suzuki                                                         | Chen Huijia                                                                      |
| 200 m stylem klasycznym          | Jeong Da-rae                                             | Sun Ye                                                                | Ji Liping                                                                        |
|                                  |                                                          |                                                                       |                                                                                  |
| 50 m stylem motylkowym           | Tao Li                                                   | Yuka Katō                                                             | Lu Ying                                                                          |
| 100 m stylem motylkowym          | Jiao Liuyang                                             | Tao Li                                                                | Yuka Katō                                                                        |
| 200 m stylem motylkowym          | Jiao Liuyang                                             | Natsumi Hoshi                                                         | Choi Hye-ra                                                                      |
|                                  |                                                          |                                                                       |                                                                                  |
| 200 m stylem zmiennym ind.       | Ye Shiwen                                                | Wang Qun                                                              | Choi Hye-ra                                                                      |
| 400 m stylem zmiennym ind.       | Ye Shiwen                                                | Li Xuanxu                                                             | Wan-Jung Cheng                                                                   |
|                                  |                                                          |                                                                       |                                                                                  |
| Sztafeta 4×100 m stylem dowolnym | Chiny · Li Zhesi · Wang Shijia · Zhu Qianwei · Tang Yi   | Japonia · Haruka Ueda · Yayoi Matsumoto · Tomoko Hagiwara · Hanae Ito | Hongkong · Hang Yu Sze · Wai Ting Yu · Au Hoishun Stephanie · Hannah Wilson      |
| Sztafeta 4×200 m stylem dowolnym | Chiny · Zhu Qianwei · Liu Jing · Wang Shijia · Tang Yi   | Japonia · Hanae Ito · Haruka Ueda · Yayoi Matsumoto · Risa Sekine     | Korea Południowa · Park Na-ri · Choi Hye-ra · Lee Jae-young · Seo Youn-jeong     |
| Sztafeta 4×100 m stylem zmiennym | Chiny · Zhao Jing · Chen Huijia · Jiao Liuyang · Tang Yi | Japonia · Aya Terakawa · Satomi Suzuki · Yuka Katō · Haruka Ueda      | Hongkong · Yin Yan Claudia Lau · Hei Tung Fiona Ma · Hang Yu Sze · Hannah Wilson |

## Tabela medalowa
| Poz.    | Państwo          |    |    |    | Łącznie |
| ------- | ---------------- | -- | -- | -- | ------- |
| 1       | Chiny            | 24 | 16 | 14 | 54      |
| 2       | Japonia          | 9  | 18 | 12 | 39      |
| 3       | Korea Południowa | 4  | 3  | 6  | 13      |
| 4       | Singapur         | 1  | 1  | 0  | 2       |
| 5       | Kazachstan       | 0  | 1  | 1  | 2       |
| 6       | Hongkong         | 0  | 0  | 2  | 2       |
| 7       | Indie            | 0  | 0  | 1  | 1       |
| 7       | Chińskie Tajpej  | 0  | 0  | 1  | 1       |
| Łącznie | Łącznie          | 38 | 39 | 37 | 114     |